# برمی‌خیزم (ترانه)
«برمی‌خیزم» (به انگلیسی: I Rise) ترانه ای از خواننده-ترانه‌نویس اهل ایالات متحده آمریکا مدونا از چهاردهمین آلبوم استودیویی خود مادام اکس (۲۰۱۹) است. این ترانه در ۳ مه ۲۰۱۹ به‌عنوان تک‌آهنگ تبلیغاتی آلبوم و بعداً در ۴ اکتبر ۲۰۱۹ به‌عنوان سومین تک‌آهنگ آلبوم توسط اینترسکوپ رکوردز به رادیوهای ایتالیایی ارسال شد.